# Apache Allura
Apache Allura, також відома під іменами New Forge і Forge 2.0 — хостинг-платформа, котра спочатку була розроблена як рушій нового покоління для хостингу SourceForge, і після впровадження в SourceForge передана в руки фонду Apache.  Проте, Allura не прив'язана до SourceForge і може використовуватися для організація роботи будь-яких сайтів, які забезпечують процес спільної розробки застосунків.  Платформа надає розробникам інструменти для управління репозиторіями початкових текстів, відстеження помилок, організації обговорень, ведення списків розсилки, підтримки Wiki-документації, публікації новин, спільну підготовку документації.
Для управління початковим кодом в оточеннях на базі Allura можуть використовуватися Git, SVN і Mercurial. Платформа підтримує інтеграцію зовнішніх модулів, які можуть бути створені ентузіастами для власних потреб. Код Allura написаний на мові Python із задіянням великої кількості додаткових Python-модулів.  Як СУБД використовується MongoDB, як рушій для організації черг повідомлень задіяний RabbitMQ, пошукові функції базуються на проекті Apache Solr.

## Використання
Система забезпечує відмінну масштабованість і перевірена в роботі інфраструктур з сотнями тисяч проектів і мільйонами користувачів.  Крім, ресурсу SourceForge, в якому Allura обслуговує розробку понад 400 тисяч проектів, платформа також застосовується для координації розробки відкритих проектів державними установами в Євросоюзі, в Аерокосмічному Центрі DLR в Німеччині і в проекті VehicleForge, створеному агентством з перспективних оборонних науково-дослідних розробок США (DARPA).
При цьому Allura може використовуватися не тільки для створення хостинг-сервісів, але і для підтримки локальних оточень для координування розробки відкритих проектів великих компаній або незалежних спільнот.
Фонд Apache перевів хостинг-платформу Allura в розряд первинних проектів Apache у квітні 2014. Присвоєння статусу первинного проекту вироблено після дворічної перевірки в інкубаторі Apache, в якому була підтверджена здатність спільноті розробників Allura слідувати принципам розробки та управління, прийнятим в співтоваристві Apache і заснованим на ідеях меритократії.

## Виноски
1. ↑  Используемая в SourceForge хостинг-платформа Allura получила статус первичного проекта Apache [Архівовано 27 серпня 2014 у Wayback Machine.] // opennet.ru 02.04.2014